# Episodi di Criminal Minds (sedicesima stagione)
La sedicesima stagione della serie televisiva Criminal Minds, sottotitolata Evolution e composta da 10 episodi, è stata distribuita in prima visione assoluta negli Stati Uniti d'America sulla piattaforma streaming Paramount+ dal 24 novembre 2022 al 9 febbraio 2023.
In Italia la stagione è stata distribuita sul servizio di streaming on demand Disney+ dal 18 gennaio al 22 marzo 2023. In chiaro è stata trasmessa in prima visione su Rai 4 dal 2 al 30 giugno 2024.
| nº | Titolo originale     | Titolo italiano          | Pubblicazione USA | Pubblicazione Italia |
| -- | -------------------- | ------------------------ | ----------------- | -------------------- |
| 1  | Just Getting Started | È solo l'inizio          | 24 novembre 2022  | 18 gennaio 2023      |
| 2  | Sicarius             | Il patto col diavolo     | 24 novembre 2022  | 25 gennaio 2023      |
| 3  | Moose                | I kit della morte        | 1º dicembre 2022  | 1º febbraio 2023     |
| 4  | Pay-Per-View         | Delitti senza volto      | 8 dicembre 2022   | 8 febbraio 2023      |
| 5  | Oedipus Wrecks       | Morsi selvaggi           | 15 dicembre 2022  | 15 febbraio 2023     |
| 6  | True Conviction      | Una condanna a vita      | 12 gennaio 2023   | 22 febbraio 2023     |
| 7  | What Doesn't Kill Us | Quello che non ci uccide | 19 gennaio 2023   | 1º marzo 2023        |
| 8  | Forget Me Knots      | La rabbia in corpo       | 26 gennaio 2023   | 8 marzo 2023         |
| 9  | Memento Mori         | Memento mori             | 2 febbraio 2023   | 15 marzo 2023        |
| 10 | Dead End             | Vicolo cieco             | 9 febbraio 2023   | 22 marzo 2023        |

## È solo l'inizio
- Titolo originale: Just Getting Started
- Diretto da: Nelson McCormick
- Scritto da: Erica Messer

### Trama
Sono trascorsi quasi tre anni dal finale di stagione precedente (quello che originariamente doveva chiudere la serie, a febbraio 2020), e il mondo è stato stravolto dalla pandemia di COVID - 19, dai lockdown e dalle restrizioni. Anche la BAU ne ha risentito, subendo vari cambiamenti: Prentiss ha accettato una promozione a Capo Sezione dell'FBI e ora supervisiona diverse unità, dovendo anche destreggiarsi tra la politica, la burocrazia e le pressioni dall'alto; Rossi le è subentrato, controvoglia, come Capo Unità ma non si fa vedere spesso, alloggia in una stanza d'albergo e si è gettato a capofitto nel lavoro per cercare di superare una perdita personale. Reid e Simmons sono assenti per incarichi riservati (e non meglio specificati). Tara, che sfoggia un nuovo look, si sposta continuamente su e giù per il Paese (trascorrendo molte notti fuori) per verificare segnalazioni di crimini seriali, mangia nei diner e dorme in auto. Alvez, rimasto alla BAU, da Quantico risponde a ogni chiamata di consulenza insieme a JJ, la quale è tornata in Virginia con la famiglia dopo un periodo alla guida della sede FBI di New Orleans ed è esausta per il tentativo di bilanciare i turni infiniti, la gestione dei figli (comprese le lezioni da remoto durante il confinamento - scoprendo tra l'altro che il maggiore Henry ha una ragazza) e il rapporto coniugale con il marito Will, con cui ha difficoltà a ritagliarsi del tempo solo per loro. Tara si trova nella contea di Yakima, stato di Washington, dove all'interno di un container sono stati rinvenuti sedici corpi di individui di entrambi i sessi, uccisi con differenti modalità e in un intervallo di tempo che va dal 2005 al 2020 (quindici anni, gli stessi di messa in onda della serie sulla CBS), perciò conferma a Luke che si tratta di un serial killer che è stato in grado di evitare l'identificazione e la cattura da parte delle forze dell'ordine per tutti questi anni. Prentiss vorrebbe che la BAU assumesse il caso e più uomini a disposizione, ma si scontra con la contrarietà del nuovo Vice Direttore Douglas Bailey, giovane e rampante burocrate che mira alla "scalata professionale" ai vertici e invece pretende che l'Unità di Analisi Comportamentale si occupi di terrorismo interno e sostiene la strategia del sparpagliare le risorse per massimizzare l'efficienza, oltre ad averli privati del jet a causa dei tagli al budget; Tara invia comunque il contenuto del container a Quantico.
L'ossessione di Rossi riguarda il rapimento di un'adolescente, Chrissy Delaney, dalla sua casa di Bethesda, Maryland, i cui genitori sono stati uccisi. Egli viene presto raggiunto da JJ e Luke, mentre Bailey ordina a Prentiss di dare al caso massima priorità. JJ e Luke visionano le immagini di una telecamera di sicurezza dei vicini delle vittime, individuano il sospettato allontanarsi con un'auto e inoltrano subito una segnalazione. L'auto viene avvistata e fermata, tuttavia alla guida non c'è il sospettato che stanno cercando, bensì un uomo che dice loro di averla acquistata poco prima. Quando si accorgono di un collegamento con lo sterminio di una famiglia di quattro persone (genitori, figlia adolescente e figlio più piccolo) avvenuto ad Alexandria, Virginia (le due ragazze infatti utilizzavano la stessa app di social network, chiamata SOAR), Luke è costretto a presentarsi alla porta di Penelope (la quale, dopo aver lasciato l'FBI nel finale della quindicesima stagione, ha inaugurato un club di pasticceria inglese a domicilio, fa meditazione e tiene lezioni di programmazione/sicurezza informatica su Zoom) per chiedere assistenza, dato che è stata lei a creare SOAR affinché fosse un posto sicuro per i giovani dai pericoli di internet. Garcia inizialmente rifiuta perché non vuole più avere a che fare con la violenza (è il motivo per cui si era dimessa nel finale della quindicesima stagione), ma poi si convince, cominciando a esaminare le chat delle ragazze sull'app. Spiega agli altri che il Soggetto Ignoto deve essere per forza giovane, sulla ventina, ma Rossi insiste che sia più adulto, sui quaranta, e le risponde in modo aggressivo (atteggiamento che ha avuto per tutto l'episodio, trattando male anche Luke e JJ, e che è dovuto al dolore per la morte della moglie Krystall - con cui si era sposato per la seconda volta nel finale della quattordicesima stagione - circa un anno prima). JJ si scusa con Alvez per la risposta di Rossi, è preoccupata perché quest'ultimo non ha ancora parlato con nessuno del trauma e non è sano. L'ipotesi di Penelope si rivela esatta appena identificano l'SI in Rory Gilcrest, nato nel 2003 (quindi diciannovenne) sulla costa orientale del Maryland; quattro anni dopo ha perso i genitori per overdose da ossicodone e da quel momento è passato da una famiglia affidataria all'altra, per poi finire in un carcere minorile fino ai diciotto anni. Un giorno si è imbattuto in SOAR e tramite due nickname ha iniziato a comunicare con le due ragazze. La squadra riesce a salvare Chrissy, ma Gilcrest si suicida. Alla madre della ragazza, Rossi racconta la propria perdita, ammettendo che dalla morte della moglie non è più stato in grado di vedere le cose belle del mondo, che il silenzio in casa era diventato insopportabile (per questo si è trasferito in albergo), che insieme a Krystall è morta anche una parte di lui. Tara, che sta guardando il salvataggio al notiziario, nota che un agente sta prelevando un bauletto contenente oggetti e utensili utilizzati dal sospettato, uguale a quello da lei trovato nel container e ne invia le foto a Rossi che decide di ricostituire l'Unità.
- Guest star: Josh Stewart (detective William LaMontagne Jr.), Nicholas D'Agosto (vice direttore Doug Bailey), Hannah Bamberg (Chrissy Delaney), David Bianchi (Kevin Henson), Zach Gilford (Elias Voit), Eileen Barnett (Margie), Sebastian Schier (Rory Gilcrest), Tor Brown (Dylan McNamara), Manuel Rafael Lozano (capitano Bill Marmor), Max Havas (vittima)
- Note: in questo episodio, come scritto, sono trascorsi quasi tre anni dal finale originario sulla CBS; oltre ai nuovi incarichi dei personaggi, si scopre anche che Krystall, la moglie di Rossi, è morta nel 2021 presumibilmente a causa del COVID-19, e che Luke e Penelope sono davvero usciti a cena insieme dopo la festa di addio di quest'ultima, ma che l'appuntamento non ha portato all'inizio di una relazione romantica tra i due. Inoltre, Garcia ha lasciato il proprio posto vacante di esperta informatica ad altri quattro candidati, nessuno nemmeno lontanamente capace quanto lei, soprannominati dagli altri i "Garcia da remoto". Daniel Henney (Matt Simmons) e Matthew Gray Gubler (Spencer Reid) non compaiono nel revival, il primo perché impegnato in altri progetti e il secondo perché aveva il desiderio di distaccarsi dal personaggio interpretato ininterrottamente per quindici stagioni. La showrunner Erica Messer a riguardo ha dichiarato: "Abbiamo avuto solo un breve periodo per girare [da luglio a dicembre 2022], e alcuni [degli attori] avevano altri progetti. Ma [Reid e Simmons] non sono dimenticati, le loro scrivanie sono ancora lì, con tutte le loro cose sopra... [...]", lasciando quindi le porte aperte a un loro eventuale ritorno nella seconda stagione di "Evolution" (diciassettesima in totale), già confermata visto il riscontro positivo da parte del pubblico. Voci di un potenziale ritorno della serie avevano già iniziato a circolare nell'estate 2020, nel pieno del periodo pandemico, ed Erica Messer ha cominciato a domandarsi quali potessero essere gli effetti di una tale situazione sugli assassini seriali; ne ha discusso con gli altri sceneggiatori e poi hanno proposto l'idea di una rete di serial killer creata e gestita online ai vertici di Paramount+, ricevendo approvazione. I sei attori tornati regolarmente si sono subito detti entusiasti di ritrovarsi, anche perché questa è una versione della serie più evoluta (da cui il sottotitolo) e matura, in cui si va maggiormente in profondità nel privato dei personaggi, e sono state concesse maggiori libertà espressive rispetto alla tv generalista, prime tra tutte la lunghezza degli episodi (mediamente 50 minuti contro i 42-44 precedenti per la presenza delle pubblicità) e un uso un po' più realistico del linguaggio. La showrunner ha chiarito che passare allo streaming non avrebbe significato "scene di violenza più crude", ma semplicemente appunto evolvere il format senza "tradirne l'essenza e la struttura". Inoltre, avere un unico caso orizzontale lungo tutti e dieci gli episodi (comunque connesso ai casi singoli a cui la squadra lavora in ciascun episodio, dato che l'SI principale, Elias Voit, è il creatore della rete online e colui che dà istruzioni ai seguaci rimanendo nell'ombra) consente di approfondire il passato e la storia familiare del Soggetto Ignoto, raccontando com'è diventato quello che è oggi, o cosa lo spinge, ma anche il suo presente, cosa che nel formato originario veniva soltanto accennata per via del poco tempo.

### Soggetto Ignoto
- Rory Gilcrest ed Elias Voit

### Citazioni
- "La tragedia della vita non è la morte, ma quello che lasciamo morire dentro di noi mentre viviamo." Norman Cousins (David Rossi)
- "L'ora delle ombre è quel momento speciale a metà della notte in cui tutti, grandi e piccoli, sono profondamente addormentati e tutti gli essere oscuri lasciano i loro nascondigli e prendono possesso del mondo." Roald Dahl (Elias Voit)

## Il patto col diavolo
- Titolo originale: Sicarius
- Diretto da: Nelson McCormick
- Scritto da: Breen Frazier

### Trama
Dopo il ritrovamento dei corpi di due uomini nell'area di Washington D.C. (uno a Silver Springs e l'altro a Rock Creek Park) con le colonne vertebrali recise, la squadra indaga nell'ambito delle parafilie, in particolare del cuckoldismo (tendenza a desiderare e/o assecondare l'adulterio del partner allo scopo di trarne piacere), poiché entrambi ne erano praticanti, capendo che il killer probabilmente è anch'egli un "toro" che si vendica su altri ad esempio per essere stato respinto/rifiutato dalle donne con cui doveva intrattenersi. Una delle coppie rivela a JJ di aver ricevuto da lui un video del secondo omicidio, nel quale il Soggetto costringe la vittima a scegliere tra restare paralizzato (per la recisione del midollo) oppure morire direttamente; ciò ne aumenta il sadismo. Osservando più attentamente, gli agenti notano la presenza di un "kit da killer" uguale a quello scoperto nel container da Tara, e Rossi deduce che esso, questo caso e Rory Gilcrest sono tutti collegati a una rete gestita dal misterioso "Sicarius", che durante la pandemia ha raccolto seguaci istruendoli con regole anche su come liberarsi dei cadaveri e su come evitare la cattura (il suicidio). Garcia è tornata alla sua vita lontano dalla violenza, fatta di esercizio fisico, frullati mattutini e lezioni su "SOAR"; la routine viene tuttavia interrotta da una mail criptata inviatele da un anonimo. Rossi tenta di convincerla a tornare alla BAU, lei inizialmente gli spiega che non può farlo perché le ci è voluto quasi un anno per distaccarsi dal loro lavoro (anche con l'aiuto della meditazione e della terapia) e non vuole essere travolta di nuovo (sente la loro mancanza ogni giorno, ma il lavoro invece non le manca - hanno un confronto in cui lei gli fa capire che deve lasciarsi aiutare da chi gli vuole bene per superare la morte di Krystall), ma poi cambia idea: una volta davanti al proprio computer nella stanza dei monitor, sullo schermo compare la scritta "Non effettui l'accesso da 1009 giorni. Vuoi accedere?", lei clicca su "Sì" e tutti gli schermi si riattivano. È ufficialmente tornata. Rossi telefona all'albergo dove stava alloggiando chiedendo di effettuare il check-out. Decrittata la mail, essa contiene tredici differenti link collegati ad altrettanti "kit da killer" sotterrati in tutto il Paese (la cui presenza può essere attivata o disattivata tramite transponder); uno di essi si accende e JJ e Alvez si recano immediatamente sul luogo, dove si trova l'SI, identificato in Robert Harris, insieme alla donna che ha rapito, Michelle Tucker. Anche costui, esattamente come Gilcrest, si suicida, anche se gli agenti riescono a salvare la donna. I segnali dei transponder iniziano improvvisamente a spegnersi, indicando che "Sicarius" ora sa che l'FBI è sulle sue tracce e sta avvertendo i propri seguaci. Nel frattempo, Prentiss ha fatto trasferire il container a Quantico e si scontra con il Vice Direttore Bailey; viene esaminato da cima a fondo ma è stato completamente pulito con la candeggina, nessuna traccia di DNA e nessuna impronta ("Sicarius" deve essere estremamente disciplinato e controllato), mentre il numero dei cadaveri all'interno è salito a 24. La BAU viene informata da Rebecca Wilson del Dipartimento di Giustizia (che è anche la donna con cui Tara si sta frequentando da un paio di mesi) che i piani alti hanno intenzione di riorganizzare l'Unità (ecco spiegato il motivo dell'opposizione di Bailey a tutte le loro iniziative) per "inglobarla" nella divisione che si occupa di terrorismo interno, ritenendo quest'ultimo la minaccia più urgente al momento, e non la caccia ai serial killer; Prentiss decide che devono fermare la rete e "Sicarius" per fornire a Bailey un motivo valido per continuare a esistere così come sono. JJ e Will vorrebbero riaccendere la scintilla romantica e di passione nel loro matrimonio, ma non riescono a trovare il tempo per via del lavoro e dei figli, riflettendo su quanto veloce esso passi.
Si vede "Sicarius" (il cui vero nome in realtà è Elias Voit) entrare in una ferramenta del Tennessee, comprare utensili quali nastro adesivo, pinze ecc...e scambiare qualche parola con la giovane cassiera, Tawny, chiedendole del suo cane, per poi uscire dopo aver pagato in contanti. Successivamente torna a casa, a Seattle, dalla moglie Sidney e dalle due figlie, tutte totalmente all'oscuro della sua doppia vita.
- Guest star: Josh Stewart (detective William LaMontagne Jr.), Zach Gilford (Elias Voit), Nicholas D'Agosto (vice direttore Doug Bailey), Kiele Sanchez (Sidney Voit), Nicole Pacent (Rebecca Wilson), Sara Anne (Tawny Smith), Cora Lu Tran (Riley), Ethan Corn (Steve Duncan), Alena Chinault (Julie Sullivan), Nick Bailey (Robert Harris), Johnny Cannizzaro (Ryan Tucker), Rueben Grundy (Jack Sullivan), Zach Sowers (allenatore), Ashley Lauren Nedd (Michelle Tucker)
- Note: Zach Gilford (Elias Voit) e Kiele Sanchez, che interpreta sua moglie Sydney, sono marito e moglie anche nella vita reale. I 1009 giorni di disconnessione che vengono mostrati a Garcia appena accende il computer nel suo ufficio alla BAU sono gli stessi trascorsi dalla messa in onda del finale della quindicesima stagione sulla CBS. Poco dopo essersi reinsediata, Garcia, in un attimo di sconforto, urta la scrivania facendo cadere il post-it rosa su cui lei stessa aveva scritto qualcosa (rimasto segreto per il pubblico) sempre nel finale della stagione precedente; lo raccoglie, lo legge e torna subito serena e pronta a rimettersi al lavoro.

### Soggetto Ignoto
- Robert Harris ed Elias Voit

### Citazioni
- "Dicono che Oscar Wilde abbia scritto "Tutto nel mondo è una questione di sesso, tranne il sesso. Il sesso è una questione di potere." Ma non lo ha fatto, nessuno sa chi l'abbia scritto." (Tara Lewis)

## I kit della morte
- Titolo originale: Moose
- Diretto da: Joe Mantegna
- Scritto da: Matthew Lau

### Trama
JJ e Alvez stanno inseguendo uno dei seguaci di "Sicarius" in un bosco, e ricordano alle forze dell'ordine locali che vogliono prenderlo vivo per poter risalire al cervello della rete; purtroppo però anche questo non appena vede i poliziotti braccarlo si suicida nella propria auto. Intanto, a Seattle (dove vive con la famiglia), Elias Voit ("Sicarius") apprende che i propri conti sono in rosso (il suo capo gli comunica che sarà licenziato) e ciò lo rende nervoso perché la figlia maggiore ha deciso di iscriversi a un college privato e non sa come potranno pagarlo; più tardi ha una discussione con il vicino e immagina di ucciderlo, riuscendo comunque a reprimere il suo impulso. Inoltre ha rapito il cane di Tawny, la commessa della ferramenta in Tennessee, rinchiuso in una gabbia in un container, e lo tiene d'occhio tramite una telecamera connessa al proprio cellulare. A Quantico, Rebecca Wilson propone a Tara di convivere, ma quest'ultima è titubante, anche se dice che ci penserà. Garcia ha individuato il sito utilizzato da "Sicarius" per comunicare, mentre sta ancora tentando di capire chi possa essere stato a mandarle anonimamente i codici dei transponder grazie ai quali la BAU è stata in grado di recuperare 10 "kit da killer" sotterrati; ne mancano però ancora tre. Il sito rimanda a un forum di cui Garcia comincia a setacciare le chat per identificare altri Soggetti Ignoti, notando un alias, 45125, che sembra appartenere a "Sicarius". Gli agenti deducono che egli seleziona gli SI in base ai kit, perciò se trovano questi ultimi, possono trovare lui, e che i modus operandi che mancano nel primo container (quello rinvenuto a Yakima) sono l'acido, lo strangolamento e il fuoco. Per i primi due non salta fuori niente, mentre per l'ultimo una corrispondenza (oltre a un utente della chat con lo username "Notorious") con Tyler Green, ex militare che ha fatto due turni in Afghanistan ed è stato congedato con disonore per disobbedienza agli ordini. Essendoci alta probabilità che Tyler intenda far detonare una bomba in un parco nel cuore di Washington, la BAU si scontra con Bailey poiché quest'ultimo insiste affinché la giurisdizione sull'indagine passi alla Divisione Terrorismo Interno, e alla fine Prentiss è costretta ad accettare che sia un'operazione congiunta. Il cellulare di Green viene localizzato e lui arrestato, anche se l'Antiterrorismo avrebbe l'ordine di neutralizzarlo; Bailey rimuove Rossi dal ruolo di Capo Unità per aver agito autonomamente, e Prentiss lo assume su di sé per evitare che i piani alti mandino qualcuno esterno. In conferenza stampa, il Vicedirettore si prende il merito dell'operazione, senza riconoscerlo alla BAU (che comunque era stata informata da Rebecca che Bailey tende a comportarsi così). Tara invita Rebecca a convivere, scusandosi se quella mattina era stata titubante e spiegandole di avere, forse, problemi di fiducia, ma che con lei vuole davvero impegnarsi; allora Rebecca accetta. JJ informa i colleghi che l'ordigno in possesso di Green è finto, dunque in realtà lui non è uno dei serial killer, bensì voleva far uscire "Sicarius" allo scoperto; Tara intuisce che la ragazza nella foto che Tyler aveva con sé è sua sorella Alison, scomparsa da quindici anni. Lui l'ha cercata per dieci anni, poi ha smesso e ha capito che è stata uccisa da un certo "Sicarius", decidendo di infiltrarsi nella rete per trovarlo e contemporaneamente iniziando a informare anonimamente Garcia attraverso "SOAR". Nell'ultima scena, si vede Voit all'interno del container parlare con la sua prossima vittima, un uomo che assomiglia al suo vicino Hal e che ha legato e imbavagliato, facendolo poi sbranare a morte da Moose, il cane di Tawny.
- Guest star: Zach Gilford (Elias Voit), Nicholas D'Agosto (vice direttore Doug Bailey), Ryan-James Hatanaka (Tyler Green), Kiele Sanchez (Sidney Voit), Nicole Pacent (Rebecca Wilson), Allison Nordahl (Hollie Voit), Mac Brandt (Hal Sparks), Mia Coleman (Harlow Voit), Gene Wolande (Cameron), Dyana Ortelli (Imelda Gomez), Judah Nelson (Chad), Nathan Ray Clark (Not-Hal), Kschris Anda, Shane Jones

- Note: questo episodio è diretto dall'attore del cast regolare Joe Mantegna (David Rossi).

### Soggetto Ignoto
- Tyler Green ed Elias Voit

### Citazioni
- "Davanti al dolore, non ci sono eroi." George Orwell (David Rossi)

## Delitti senza volto
- Titolo originale: Pay-Per-View
- Diretto da: Adam Rodríguez
- Scritto da: Christopher Barbour

### Trama
L'episodio inizia mostrando Voit ripulire il sangue all'interno del container dove ha ucciso l'uomo che assomigliava al suo vicino facendolo sbranare a morte dal cane Moose, poi avere un'allucinazione su un uomo e iniettare una sostanza (forse un sedativo) al cane. Intanto a Quantico, Tara riferisce a Prentiss le informazioni raccolte su Alison Green, sorella di Tyler: dichiarata scomparsa nel 2007, aveva un figlio di due anni, Blake, ed era stata vista l'ultima volta mentre litigava con il nuovo fidanzato (di nome Louis o Lee). Emily chiede a Garcia di parlare con Tyler: l'analista si presenta con lo username di "SOAR" dicendogli che è lei a cui lui ha mandato anonimamente i codici dei transponder per localizzare i "kit da killer", ma lui si mostra reticente. A casa Jareau - LaMontagne, la madre di Jennifer (che si è trasferita dalla Pennsylvania alla zona di Washington per essere più vicina) si è offerta di tenere i ragazzi, perciò marito e moglie riescono a stare un po' da soli; stanno per avere un momento di passione quando vengono interrotti da qualcuno alla porta: si tratta di Howard Olsen, un agente assicurativo che è lì perché Will aveva fissato un appuntamento per aggiornare la polizza assicurativa (JJ però non sapeva niente). Al Quartier Generale, la squadra riflette su Green e "Sicarius", concludendo che quest'ultimo ha mandato il proprio vigilante al parco con un ordigno finto (nell'episodio precedente) poiché probabilmente ha intuito che è una talpa; all'appello mancano due kit: uno localizzato a Indio, California, e l'altro a Rockville, in Maryland. Una coppia di Germantown in vacanza a Miami denuncia un'effrazione con omicidio a opera di due assassini nella propria casa, alla quale assiste dall'app di sorveglianza installata sul cellulare. La BAU determina che uno dei due Soggetti Ignoti è dominante, che entrambi sono esibizionisti e che il loro modus operandi richiama un rituale. Garcia propone di sottoporre Tyler a un'intervista cognitiva per fargli recuperare i ricordi della sera della scomparsa della sorella; lui è scontroso, lei allora sfoga la propria frustrazione non capendo il suo comportamento e dopo lui accetta di sottoporvisi. Will telefona a Jennifer, lei gli spiega che il caso su cui stanno lavorando le ha fatto pensare che lei si sente al sicuro con lui, ma lui replica che nella loro famiglia il protettore è lei, e prima di salutarsi concordano che si coprono sempre le spalle a vicenda. Alvez conduce l'intervista a Tyler, mentre Prentiss e Garcia osservano da dietro il vetro: lui ricorda che l'ultima volta in cui ha visto la sorella era a casa di lei perché doveva occuparsi del nipote, dato che Alison doveva uscire con il nuovo fidanzato; alla fine però era rimasta poiché avevano litigato, e il motivo era la presenza di Tyler. Quest'ultimo se n'era andato, più tardi aveva ricevuto una chiamata dalla sorella ma quando aveva risposto all'altro capo non aveva sentito nulla, e questo è stato l'ultimo contatto con lei (perciò Tyler si sente in colpa). Aggiunge di aver capito, durante la pandemia, come entrare in comunicazione con "Sicarius", fino a riuscire a parlargli direttamente, ed egli si era vantato dei propri esperimenti descrivendogli una ragazza di nome Alison che aveva un fratello di nome Tyler; da qui, ha dedotto che la sorella è stata uccisa da "Sicarius". JJ e Tara si recano in una casa sempre in Maryland dove i due SI hanno ucciso due agenti della vigilanza arrivati a seguito di una segnalazione, per poi scappare. Secondo il profilo, hanno tra i 18 e i 35 anni, uno dei due è abile in informatica, e quasi sicuramente sono fratelli che condividono un trauma personale; sono orientati alla missione di vendicare un'ingiustizia e i proprietari sono surrogati dei loro veri bersagli. Per compiere i crimini, portano un particolare trucco sui volti che impedisce alle lenti delle telecamere di distinguerli. La Polizia della Contea di Montgomery invia il fascicolo di un vecchio caso del 2012: due tossicodipendenti avevano fatto irruzione in casa Bruneau a Redland (Maryland), minacciando con un coltello la madre Jaylee e uno dei figli, Gael, che avrebbero ucciso se il padre Cameron non avesse aperto la cassaforte; egli si era rifiutato e i due avevano sgozzato la gola alla moglie davanti al figlio di 12 anni, risparmiato, per poi fuggire. I Soggetti Ignoti sono proprio loro, i due figli, che incolpano il padre per la morte della madre; infatti tornano nella casa dove adesso il genitore vive con una nuova compagna, Danielle, minacciando di ucciderla. JJ e Tara arrivano in tempo, sparano a uno e arrestano l'altro (Jude), che viene interrogato da Rossi per sapere se abbiano avuto aiuto da qualcun' altro (cioè "Sicarius"), ma il ragazzo non ha idea di che cosa stia parlando e inoltre nessun kit è stato rinvenuto. Alvez torna da Tyler, poiché lui è la loro unica risorsa per risalire a "Sicarius", e cerca di convincerlo a collaborare per avere giustizia per la sorella; lui accetta rivelando che può fornire loro il server utilizzato da "Sicarius", ma pone come condizione che Garcia non venga coinvolta. Alla fine della giornata, JJ rincasa e trova Will attorniato da bottiglie vuote: lui le dice di aver fatto una visita medica con prelievo di sangue e che la conta delle piastrine è superiore a 400, ha effettuato un altro test e il numero continua a essere maggiore di 40 unità, quindi i medici vogliono fare altri esami; comunque potrebbe essere cancro. JJ è sconvolta dalla notizia e si abbracciano.
- Guest star: Josh Stewart (detective William LaMontagne Jr.), Zach Gilford (Elias Voit), Ryan-James Hatanaka (Tyler Green), Silas Weir Mitchell (Cyrus Lebrun), Corey Fogelmanis (Jude Bruneau), Noah LaLonde (Gael Bruneau), Kat Kuei Chen (Alison Green), Tyra Colar (Leticia Crawford), Roy Abramsohn (Edgar Holland), Lynn Adrianna Freedman (Danielle Watkins), Atul Singh (Calvin Ray), Marland Burke (David Crawford), Michael Cortez (Howard Olsen), Austin Drew (Tyler Green da ragazzo), Frederick Stuart (Cameron Bruneau)
- Note: questo episodio è diretto dalla star della serie Adam Rodriguez (Luke Alvez). Nell'episodio, in una scena tra Garcia e Luke, si scopre che la prima possiede ancora Sergio (anche se anziano), il gatto nero appartenuto a Prentiss e che Garcia aveva adottato dopo la partenza dell'amica per un incarico all'Interpol di Londra, nel finale della settima stagione.

### Soggetto Ignoto
- Jude Bruneau, Gael Bruneau ed Elias Voit

### Citazioni
- "Guardati dalla furia di un uomo paziente." John Dryden (David Rossi)

## Morsi selvaggi
- Titolo originale: Oedipus Wrecks
- Diretto da: Sharat Raju
- Scritto da: Jayne Archer

### Trama
La dottoressa comunica a Will che la conta dei globuli bianchi è ancora alta, ma non serve preoccuparsi per il momento. JJ scopre che lui ne era a conoscenza già da alcuni mesi e ci resta male per essere stata tenuta all'oscuro; poi arriva la convocazione per un caso. Due donne originarie del Distretto di Columbia, giovani e belle, sono state scaricate in Virginia; entrambe erano impiegate governative: una lavorava presso il Dipartimento dell'Educazione, l'altra al Congresso, e sui loro cellulari c'è un'app di appuntamenti chiamata "Beltway Elite", riservata appunto ai funzionari pubblici. Il Vice Direttore Doug Bailey si unisce all'indagine, rivelando la sua passata frequentazione sentimentale con una delle due vittime e che l'app è anche sul proprio cellulare. Dopo che il medico legale riscontra segni di morsi sui corpi, gli agenti deducono che si tratta di una firma e che perciò se saranno in grado di individuare il particolare apparecchio utilizzato dal Soggetto Ignoto, potranno trovarlo; il differente aspetto dei morsi conferma che l'assassino è passato da semplice sadismo a cannibalismo vero e proprio, e non viene rinvenuto alcun DNA estraneo eccetto quello delle donne (i cadaveri sono stati lavati con la candeggina). Viene realizzato un calco in 3D dello strumento e si rileva inoltre che le donne avevano nel sangue la droga da stupro. JJ interroga una prostituta, Jessica Sayer, la quale ha avuto un incontro sessuale con un uomo che provava piacere nei morsi, ma che l'ha fatta finire in ospedale, malgrado lei sostenga che sia stato consensuale. La squadra mette insieme i pezzi e conclude che il Soggetto Ignoto soffre di un complesso di Edipo distorto, trasformando le vittime in una donna importante della sua vita, allo scopo di ottenere da lei attenzione e/o stima. Will informa Jennifer che non ha il cancro, bensì soltanto un'infiammazione alla tiroide assolutamente curabile con un farmaco, ed entrambi si promettono a vicenda di tenersi sempre al corrente se ci saranno problemi di qualunque tipo. Nel frattempo viene rinvenuto un terzo corpo sempre abbandonato in Virginia. La BAU scopre che tutti i siti di scarico si trovano vicino a proprietà immobiliari di Martha Reeves, Senatrice di quello Stato: l'SI è suo figlio Benjamin, che ha precedenti penali, ma Bailey non vuole che lo arrestino perché la Senatrice ha conoscenze che potrebbero farli licenziare. L'assistente personale di Benjamin, Mitch Nevins, si presenta spontaneamente a Quantico, e gli agenti, interrogandolo, si rendono conto che è complice del suo datore di lavoro negli omicidi (JJ e Luke perquisiscono l'auto e trovano i denti). Intanto, Reeves aggredisce Jessica Sayer puntandole una pistola e viene arrestato. Prentiss comunica a Bailey che è uno dei co-fondatori dell'app "Beltway Elite", quindi è stato facile per lui individuare le vittime, poi conduce l'interrogatorio provocandolo sul suo rapporto distorto con la madre (la Senatrice); Reeves menziona i nomi delle vittime del container di Yakima, ma la squadra esclude che sia "Sicarius", solo membro anche lui della rete. Rossi chiede a Tyler Green se sappia qualcosa su Reeves, e Tyler afferma che sì, nel forum attraverso cui parlava con "Sicarius" a un certo punto era spuntato un altro utente che descriveva il proprio desiderio di mordere. La Senatrice è furiosa con Prentiss per aver arrestato suo figlio e ordina di lasciar cadere le accuse (minacciando di far chiudere l'Unità), perciò l'Agente è costretta a rilasciarlo. Quest'ultimo e la madre tornano a casa, improvvisamente appare Voit (chiamato da Reeves) che tiene sotto tiro la donna mentre Benjamin la uccide; arrivano gli agenti ma i due se ne sono già andati, e Prentiss si arrabbia con Bailey per aver autorizzato il rilascio. L'elicottero privato che trasporta Reeves e Voit viene localizzato in Georgia, nella contea di Whitfield (esattamente dove Benjamin aveva detto durante l'interrogatorio che c'erano altri tesori sepolti, cioè altri "kit da killer"), ed Emily vi manda immediatamente JJ e Alvez. Sul posto, si apprestano a entrare in quello che sembra un rifugio per uragani, tramutato in container da "Sicarius", e JJ chiama Will in nome della loro promessa, ma c'è la segreteria e quindi gli lascia un messaggio. Entrati nel container, iniziano a perlustrarlo mentre il resto della squadra osserva collegata in diretta dalle microcamere che i colleghi portano addosso; all'improvviso Alvez nota un dispositivo con dei fili e una specie di timer, si rende conto che è una bomba e avverte JJ di uscire; Prentiss tenta di comunicare con loro ma i contatti sono persi, i colleghi assistono attoniti, lo schermo diventa nero e l'episodio termina.
Nel corso dell'episodio, continua anche l'indagine su "Sicarius": Rossi assicura a Tyler Green che parlerà con il Procuratore per fargli avere una condanna più leggera, ma lui deve collaborare e accettare la presenza di Garcia. Inizialmente non si sopportano e lei lo detesta perché è colpa sua se è rientrata nell'FBI e se ha di nuovo a che fare con la violenza, ma successivamente lui ammette di aver mandato le coordinate dei kit proprio a lei perché sa che è la migliore e per farsi perdonare le regala un gattino nero; la collaborazione per stanare "Sicarius" dunque riprende.
- Guest star: Josh Stewart (detective William LaMontagne Jr.), Zach Gilford (Elias Voit), Nicholas D'Agosto (vicedirettore Doug Bailey), Ryan-James Hatanaka (Tyler Green), Jacqueline Piñol (dot.ssa Judith Mertz), Luke Benward (Benjamin Reeves), Beth Broderick (senatrice Martha Reeves), Richard David (Mitch Nevins), Allie Davis (Rose Clark), Monica Azcarate (Jessica Sayer), Diana Tanaka (dot.ssa Harvey), Bernardo Peña (Gregory Neyland)
- Note: in un momento dell'episodio viene menzionato Reid (storico membro della squadra che non compare nel revival), e anche l'alias da hacker di Penelope, ovvero "La Regina Nera" (cui è stato dedicato un episodio nella nona stagione sulla CBS).

### Soggetto Ignoto
- Benjamin Reeves ed Elias Voit

### Citazioni
- "Un uomo comincia a erodere i denti del giudizio la prima volta che morde più di quello che può masticare." Herb Caen (Jennifer "JJ" Jareau)

## Una condanna a vita
- Titolo originale: True Conviction
- Diretto da: Bethany Rooney
- Scritto da: Chikodili Agwuna

### Trama
JJ e Alvez riescono a uscire illesi, a parte qualche graffio, dall'esplosione della bomba predisposta da "Sicarius" nel container in Georgia; i colleghi partono subito per accertare la situazione, e si scopre che è stato loro concesso un nuovo jet (dopo che l'originale era stato fatto saltare in aria nel finale della quindicesima stagione sulla CBS). Giunti nella contea di Whitfield, JJ e Alvez li informano di aver ricevuto due chiamate da "Sicarius" poco prima dell'esplosione, che li avvisava di uscire, quindi egli non desidera uccidere federali, è una mossa troppo spavalda. In un'auto poco distante viene rinvenuto Benjamin Reeves ucciso con colpo in testa sempre da "Sicarius". Secondo gli agenti, le regole seguite da quest'ultimo e impartite ai propri seguaci gli sono state inculcate da qualcuno, e se individuano questa persona potranno trovare lui. Bailey comunica a Prentiss che il Dipartimento di Giustizia è propenso a credere che Reeves fosse "Sicarius", perciò la Procuratrice Generale potrebbe chiudere il caso, e se vogliono mantenerlo aperto dovranno portarle prove solide; Prentiss gli assicura che le troveranno. Tra gli oggetti rinvenuti nel container in Georgia ne balza all'occhio uno: la foto di una ragazza di nome Maria Jones, il cui omicidio venti anni prima era stato confessato dal suo allora fidanzato Silvio Herrera, membro di una gang chiamata "Mala Noche", il quale è attualmente nel braccio della morte in attesa dell'esecuzione. Sul fascicolo compare la firma di Rebecca Wilson, infatti quello è stato il caso che ha lanciato la sua carriera, facendola diventare Procuratore. Herrera viene fatto trasferire a Quantico, Prentiss e Alvez lo interrogano ma lui continua a sostenere di essere colpevole. JJ videochiama Will scusandosi per aver infranto la promessa che si erano fatti di avvertirsi sempre, e Will le dice che lui e i figli la sosterranno in ogni momento. Tyler Green viene rilasciato senza accuse dato che ha collaborato, ma più tardi Garcia è costretta a recarsi a pagargli la cauzione perché ha fatto una rissa e si è fatto arrestare; ancora in preda alla sbornia, lei lo porta a casa propria per poterlo tenere d'occhio lavorando da remoto. Vengono identificate le vittime del secondo container, e dalle analisi medico legali si deduce che "Sicarius" ha prolungato la loro agonia, come se quelle del primo fossero state una prova per il secondo; inoltre, queste ultime erano tutte ad alto rischio, ovvero persone di cui non si sarebbe sentita la mancanza, mentre quelle del secondo container conducevano vite a basso rischio e tutte avevano figli (compresa Alison Green, la sorella di Tyler). Si rileva quindi un cambiamento radicale nella vittimologia. Rebecca affronta Tara sul caso Herrera, irritata per non aver saputo in anticipo che la BAU avesse intenzione di revisionarlo e perché, se dovessero giungere a un esito differente, la sua carriera verrebbe distrutta. Tara si offre di parlare con Silvio e gli racconta di Rebecca e dei sentimenti che prova per lei nel tentativo di farlo aprire, ma lui continua a rifiutarsi; si scopre che le lettere mandate a Herrera durante l'intero periodo della sua carcerazione provengono da un certo Juan Gutierrez, che ora si fa chiamare Samuel Ortiz e vive a Norfolk, Virginia, membro della sua stessa gang ma soprattutto suo compagno. Lui è sicuro che nessuno fosse a conoscenza della loro storia, anche se una volta un uomo, Cyrus, che trafficava armi con la gang, li aveva sorpresi intuendo ciò che li legava e iniziando a mostrare interesse verso Maria Jones, dunque la BAU pensa che sia stato questo Cyrus a ucciderla e che di conseguenza Silvio sia innocente. Tara chiede a Rebecca di archiviare l'indagine su Herrera e convincere il Governatore ad annullare l'esecuzione, affermando di essere certa della sua innocenza; lei lo fa (ed Herrera viene rilasciato) finendo tuttavia sotto inchiesta, spiega a Tara che avrebbe voluto fosse onesta con lei dall'inizio, come lei lo è stata con loro quando volevano sapere i piani di Bailey, e rompe la loro relazione. Nel frattempo, Garcia confida a Tyler di capire il suo stato d'animo dovuto alla morte della sorella (che l'ha spinto a provocare la rissa), rivelandogli che anche lei si è sentita allo stesso modo dopo la morte dei genitori avvenuta per colpa di un automobilista ubriaco quando lei aveva 18 anni, lui tenta di baciarla ma lei si ritrae proponendo di fare una passeggiata all'aperto; mentre si trovano nella zona della città dove lavorava Alison, Garcia legge un cartello stradale che indica "Oak Street", ha un'illuminazione e ferma un taxi per tornare in ufficio; prima di andarsene però è lei a baciare Tyler. A Quantico, gli agenti stanno cercando di capire il motivo del cambiamento nella vittimologia: Penelope entra in sala riunioni e illustra la propria teoria: "Oak Street" di Washington in passato era un'intersezione di "Second Street", e tutte le vittime dei container erano collegate a tale strada nelle loro diverse città, rendendola il terreno di caccia di "Sicarius". Rossi deduce anche che il primo container deve essere stato posizionato a Yakima poiché probabilmente è vicino alla sua residenza attuale, e che "Sicarius" è un padre.
L'episodio è incentrato sul passato di Elias Voit (nato Lee Duval), mostrando diversi flashback di lui bambino e insieme allo zio Cyrus, che lo ha cresciuto a Falls Lake, Carolina del Nord, dopo la morte dei genitori in un incendio. Lo zio lo abusava fisicamente e lo teneva a volte segregato in cantina, oltre a insegnargli delle regole per commettere omicidi senza rischiare di essere scoperto dalle forze dell'ordine. A un certo punto si vede anche Maria Jones, che Cyrus aveva rapito e incatenato: lei supplica Elias di liberarla, lui prova a farlo ma all'improvviso suo zio torna e la uccide con parecchie coltellate, rimproverandolo per aver ceduto. Successivamente Voit era tornato dallo zio e aveva cercato di ucciderlo (per l'odio che provava verso di lui), ma poi aveva desistito e se n'era andato. Nel presente, è di nuovo in North Carolina e lascia un messaggio in segreteria alla moglie Sydney dicendo che il lavoro si sta prolungando e che deve restare fuori ancora un paio di giorni: entra dallo zio, che è attaccato a una flebo, e gli esprime rancore per la persona che lo ha fatto diventare, perché sebbene si sia sposato e abbia avuto due figlie, non è mai riuscito a dimenticare lui o la sua casa; lo zio capisce che è "Sicarius" e che è venuto lì per ucciderlo, infatti Voit ha iniettato nella flebo del naprossene e si siede su una sedia a guardarlo morire.
- Guest star: Josh Stewart (detective William LaMontagne Jr.), Zach Gilford (Elias Voit), Nicholas D'Agosto (vicedirettore Doug Bailey), Ryan-James Hatanaka (Tyler Green), Nicole Pacent (Rebecca Wilson), Silas Weir Mitchell (Cyrus Lebrun), Luke Benward (Benjamin Reeves), Jonathan Del Arco (Silvio Herrera), Romyn Smith (Elias da ragazzo), Stephanie Cood (Maria Jones), Marco Da Silva (Juan Gutierrez)
- Note: in questo episodio torna il jet, con il quale la BAU si spostava per il Paese per investigare nella trasmissione originale sulla CBS (non è però quello precedente, il quale è andato distrutto nel finale della quindicesima stagione); viene nuovamente menzionato Sergio, il gatto nero appartenuto a Prentiss e ora posseduto da Garcia, e si scopre che quest'ultima ha dato al gattino regalatole da Tyler Green il nome di "Black Queen" ("Regina Nera"), il suo alias da hacker.

### Soggetto Ignoto
- Cyrus Lebrun ed Elias Voit

### Citazioni
- "Le persone che credono di essere determinate e padrone del proprio destino, possono continuare a crederlo solo diventando specialiste nell'autoinganno." James Baldwin (Elias Voit)

## Quello che non ci uccide
- Titolo originale: What Doesn't Kill Us
- Diretto da: Aisha Tyler
- Scritto da: Sullivan Fitzgerald

### Trama
Da qualche parte in West Virginia, una ragazza terrorizzata che striscia in una specie di tunnel chiede aiuto urlando. A Quantico, Garcia entra nell'ufficio di Prentiss per informarla di aver baciato Tyler Green, ma la comparsa di Bailey glielo impedisce: quest'ultimo ed Emily devono recarsi dalla Procuratrice Generale degli Stati Uniti per convincerla a tenere aperto il caso "Sicarius". JJ riferisce a Rossi e Tara che la benzina ha distrutto la maggior parte delle prove all'interno del secondo container, quello in Georgia, anche se è stato rinvenuto un dispositivo di tracciamento che i tecnici stanno esaminando. Notando che Tara controlla continuamente il cellulare, Rossi la conforta dicendo che lui sa benissimo cosa significhi perdere l'amore della propria vita, ma che non serve rimuginare, piuttosto le consiglia di concedere a Rebecca del tempo. La Procuratrice obietta a Prentiss e Bailey che ciò che hanno non è molto su cui basarsi, e mentre prende una decisione affida all'Unità di Analisi Comportamentale un altro caso (affinché le dimostrino che sanno ancora fare il proprio lavoro): ad Harpers Ferry, in Virginia Occidentale, è stata trovata una vittima maschile, Terry O'Brien, assistente didattico presso il college locale. La causa del decesso è dissanguamento e il corpo presenta segni di tortura e lacerazioni, eseguite molto probabilmente con una frusta, più specificamente un gatto a nove code; inoltre la vittima è stata costretta a strisciare accucciata per giorni, un'altra forma di tortura. Anche una ragazza, Grace Ryleigh, studentessa che seguiva le lezioni di O'Brien, è scomparsa. Da numeri sul cadavere Alvez riconosce un passo della Genesi che parla di punizione. Una seconda ragazza, Ashley Limina, sparisce. I genitori dell'uomo non hanno fiducia nell'FBI per catturare il responsabile della morte del figlio, ma Bailey è in grado di creare una connessione con loro raccontando un aneddoto sul padre (poi dirà a Prentiss di esserselo inventato); la coppia rivela che Terry aveva fornito a Grace dell'ossicodone per un dolore al ginocchio, ed ecco il collegamento tra lui e la ragazza; non se ne trovano invece con Ashley. Nel frattempo, i tecnici hanno scoperto che il dispositivo rinvenuto nel secondo container è un microchip utilizzato per gli animali domestici, in questo caso per un pastore tedesco di nome Moose, la cui scomparsa è stata denunciata dalla padrona Tawny, di Chattanooga (Tennessee), ed è strano che "Sicarius" abbia rapito il cane invece che lei. Tara vola a Nashville per parlarle: lei è rattristata dalla notizia che il suo cane sia morto, e offre all'agente di inviarle i filmati di sorveglianza della ferramenta in cui lavora se possono servire. Garcia confessa a Emily il bacio con Tyler e naturalmente l'amica è contrariata in quanto è inaccettabile essendo Green un testimone materiale dell'indagine di più alto profilo della BAU, ordinandole di interrompere ogni rapporto con lui. Gli agenti forniscono il profilo anche ai dipendenti del college locale: il Soggetto Ignoto è maschio, vive e/o lavora nel campus ed è classificato nella categoria dei cosiddetti collezionista di ingiustizie, ovvero coloro che hanno o credono di avere subìto un danno morale nel proprio passato e di conseguenza feriscono altri per ripristinare un senso di giustizia nelle loro vite; questo in particolare sta mettendo in atto una punizione in stile Antico Testamento. Nella prigione dov'è segregata, Grace incontra Ashley, che le spiega che il loro rapitore viene giù solo qualche volta e che non c'è modo di opporsi a ciò che fa loro, malgrado ci abbia provato. Più tardi, egli mette Grace davanti a una scelta: può scappare oppure sacrificare la sua amica. Lei sceglie la prima, ma la porta è bloccata, capisce di essere stata ingannata e l'assassino frusta Ashley, dicendo a Grace che sarà la prossima. Garcia telefona a Tyler per rompere con lui: è in ansia e prima che lei possa dire che preferisce che le restituisca le chiavi per posta, lui chiude la chiamata. Grace soccorre Ashley che ha la pelle lacerata e uno degli uncini della frusta ancora nel fianco; insieme lo tolgono e, poiché Ashley crede di essere vicina alla morte, dice a Grace che almeno lei deve provare a salvarsi. Garcia identifica l'SI come Frank Scelsa, che ha perso la figlia per un'overdose e sta punendo dei surrogati delle persone che gliel'hanno provocata; sembra che abbia trasformato il vecchio campus del college della figlia in una prigione sotterranea, perciò Prentiss e Bailey indossano i giubbotti antiproiettile e si precipitano li. Grace riesce a ferire Scelsa con un attrezzo e inizia a correre, venendo poi soccorsa dai due agenti. L'uomo prende in ostaggio Ashley minacciando di ucciderla, ma fortunatamente viene arrestato e anche lei salvata. Emily si complimenta con il Vice Direttore per il suo sangue freddo e lui chiama sia i genitori di O'Brien sia la famiglia di Grace per informarli dell'avvenuta cattura, comunicando però a Prentiss che la Procuratrice Generale ha definitivamente chiuso il caso "Sicarius". Will fa una sorpresa a JJ presentandosi in ufficio per portarla a casa, mentre Tyler suona alla porta di Garcia per restituirle le chiavi: afferma che prima voleva solo sapere cosa fosse successo alla sorella e poi l'avrebbe fatta finita suicidandosi, ma conoscerla lo ha cambiato perché gli ha mostrato che esiste ancora il bene e ci sono ancora persone buone al mondo, gli ha fatto tornare la voglia di vivere; Penelope lo ringrazia replicando che aveva bisogno di sentirselo dire, lui sta per andarsene quando esita e si baciano. Rossi sta visionando i filmati della ferramenta e riesce ad avere un fermo immagine, anche se non chiarissimo, di "Sicarius": finalmente hanno un volto. In una scena post-credit, si intuisce che Garcia e Tyler stanno passando la notte insieme.
Nel corso dell'episodio, viene mostrato Elias Voit a casa, a Seattle: all'inizio parlando con la moglie Sydney a un certo punto ha un'allucinazione in cui le taglia la gola, in seguito riceve una notifica riguardo Reeves, e ha un'altra allucinazione in cui uccide anche le due figlie. La moglie lo affronta su tutti i suoi viaggi per lavoro e le sue bugie, rivelandogli di essere a conoscenza del fatto che è stato licenziato mesi prima, e chiedendogliene quindi la ragione, ma lui risponde che faceva colloqui per trovare un altro impiego. Più tardi Voit le comunica di aver deciso di partire di nuovo, irritandola, e lui rassicura le figlie che tornerà presto (lo si vede in auto e poi dissotterrare una valigetta, probabilmente un altro "kit da killer").
- Guest star: Josh Stewart (detective William LaMontagne Jr.), Zach Gilford (Elias Voit), Nicholas D'Agosto (vicedirettore Doug Bailey), Ryan-James Hatanaka (Tyler Green), Kiele Sanchez (Sidney Voit), Monnae Michaell (procuratore generale Davis), Allison Nordahl (Hollie Voit), Brooke Sorenson (Grace Ryleigh), Valerie Loo (Ashley Limina), Juan Garcia (Frank Scelsa), Mia Coleman (Harlow Voit), Sara Anne (Tawny Smith), Susan Berger (signora Leonte), Chuck McCollum (Tom O'Brien), Tonja Kahlens (Paulette O'Brien), Michael Andrew Baker (avvocato del Camdale College), Rukhmani K. Desai (dot.ssa Lily Brown)
- Note: questo episodio è diretto dal membro regolare del cast Aisha Tyler (Tara Lewis).

### Soggetto Ignoto
- Frank Scelsa ed Elias Voit

### Citazioni
- "Perché dopo tutto, la cosa migliore che si possa fare quando piove è lasciare che piova." Henry Wadsworth Longfellow (Doug Bailey)

## La rabbia in corpo
- Titolo originale: Forget Me Knots
- Diretto da: A. J. Cook
- Scritto da: Carlton Gillespie

### Trama
Tutte le vittime dei container di "Sicarius" hanno una connessione a Second Street, ma la Procuratrice Generale ha ufficialmente chiuso il caso. Rossi visiona ossessivamente il filmato di sorveglianza della ferramenta di Chattanooga dove è inquadrato "Sicarius", chiede a Garcia di zoomare ma il soggetto indossa un cappellino da baseball e tiene la testa piegata e non si riesce a identificare. Dave deduce anche che Penelope non ha dormito (infatti lei ha trascorso la notte con Tyler Green). A casa Jareau - LaMontagne, dopo che i figli sono usciti per andare a scuola, JJ parla a Will dell'indagine e del fatto che non hanno praticamente piste da seguire eccetto un tale Cyrus, e il marito la rassicura dicendosi sicuro che prima o poi "Sicarius" farà un passo falso; poi lei gli chiede della sua salute: fortunatamente i valori si sono stabilizzati, dunque non dovrà effettuare altri test per sei mesi. Non si accorgono che il primogenito Henry (che ormai ha quattordici anni), rientrato perché aveva dimenticato un libro, ha sentito tutti i loro discorsi. Un Capitano della Polizia di Raleigh, Carolina del Nord, giunge a Quantico per riferire a Prentiss del ritrovamento del cadavere di un certo Cyrus Lebrun, morto per insufficienza renale (è lo zio di Voit, che lui ha ucciso avvelenandogli la flebo due episodi prima): nel suo seminterrato è stato trovato DNA di quattro vittime diverse, una delle quali è Maria Jones, quella del caso di Silvio Herrera, per questo il Capitano ha informato Prentiss, potrebbe essere il "Sicarius" che stanno cercando, e le assicura il supporto della sede locale dell'FBI. Da lì arrivano informazioni: nel 1992, Lebrun ha accolto in casa a Falls Lake il nipote Lee Duval a seguito della morte dei genitori nell'incendio del loro appartamento su "Second Street", e lo ha cresciuto fino ai 18 anni; dopodiché del nipote non ci sono più tracce. Il nome Lee è lo stesso che "Sicarius" ha utilizzato con Allison Green (la sorella di Tyler), perciò gli agenti deducono che deve essere lui. Nel frattempo, Henry domanda alla madre se il padre stia bene, lei risponde affermativamente ma percepisce che il figlio ha capito qualcosa e si confida con Will; Henry entra nel portatile del padre, legge la sua cartella clinica e trova anche la pagina della dottoressa. Garcia riceve una notifica del rapimento di una donna: Ramona Havener è un'agente immobiliare di Indio, la stessa città in cui dovrebbe trovarsi uno dei due "kit" mancanti, che secondo l'assistente è andata a mostrare un appartamento a un cliente di nome Lee, e ha l'ufficio su "Second Street"; corrisponde alla vittimologia di "Sicarius". Voit la porta in un bunker, la immobilizza su una sedia e pretende che lei lo aiuti a salvare il proprio matrimonio, è infatti intenzionato a raccontare la verità alla moglie, ma è terrorizzato dalla possibilità che lei lo lasci non appena lo saprà; promette a Ramona che le risparmierà la vita se lei lo farà. La costringe quindi a una recita in cui lei si finge sua moglie e gli dice ciò che lui si aspetterebbe di sentire da una moglie che ama il proprio marito; poi la minaccia dicendo che se non obbedirà, lui o qualcun altro faranno del male a suo marito e ai suoi due figli. Sempre fingendo di parlare con la moglie, aggiunge che può cambiare, ma solo se può restare con lei e le figlie. Rossi, Alvez e Tara salgono sul jet in direzione Indio. Voit/Sicarius fa chiamare a Ramona il marito Gerald (preoccupato per la scomparsa della moglie), facendole spiegare che non deve preoccuparsi, che aveva bisogno di una pausa e che tornerà il giorno seguente. L'auto viene individuata, vuota, l'area di ricerca è estesa per 1000 km, la donna potrebbe essere in un altro container. Rossi parla con il marito: gli mostra il video della ferramenta ma lui non riconosce "Sicarius"; l'agente ha un'illuminazione e deduce che l'oggetto che l'SI sta estraendo dalla tasca nel filmato è il cellulare, deve aver ignorato le chiamate di qualcuno, sicuramente la moglie: chiede perciò a Garcia di procurarsi i tabulati delle celle telefoniche vicino ai negozi nelle vicinanze, e di stilare una lista delle telefonate senza risposta della zona nord - ovest del Pacifico. Gli ultimi due modus operandi da identificare sono l'acido e lo strangolamento. Sul forum di "Sicarius" un alias salta all'occhio: Forget - Me - Knots (Non ti snodar di me), i cui post rivelano un'inclinazione proprio allo strangolamento. Esso appartiene ad Arthur Kiel, che ha tentato di impiccare la nonna nel giardino di casa ed è stato per questo condannato per tentato omicidio di secondo grado, per poi uscire sulla parola cinque anni fa. Intanto, "Sicarius" ha ceduto Ramona a Kiel, raccomandandogli di godersela e di seguire le regole: quest'ultimo l'ha legata in modo che se si divincolasse, la corda si tenderebbe fino a strangolarla. Kiel spara contro gli agenti, e Rossi è costretto a ucciderlo. Devono però ancora trovare la donna: Garcia dà loro l'indirizzo del fabbricato industriale dei nonni di Kiel, fallito da un paio di anni e da allora vuoto: Alvez e Tara la liberano e lei può ricongiungersi al marito, ma dichiara a Tara di non aver visto il volto di "Sicarius" (invece sì). Garcia ha compilato la lista di nomi e indirizzi dell'area nord - ovest del Pacifico (quindi gli Stati Oregon, Idaho, Washington), e Rossi decide di prendere un volo verso nord e andare porta a porta. JJ trova la mazza da baseball di Will sotto il letto di Henry, gli chiedono come mai: il figlio risponde che gli serve come protezione da "Sicarius", e svela anche di sapere dell'esplosione nel container e dell'oncologa. I genitori allora gli spiegano la situazione: Will non ha il cancro e JJ è uscita illesa dall'esplosione; Henry chiarisce che preferisce avere tutte le informazioni su qualcosa, altrimenti si immagina il peggio; JJ e Will lo rassicurano e si abbracciano. Voit telefona alla moglie a Seattle: lei è ancora arrabbiata per il suo comportamento e non ne comprende i motivi (dato che manca da dieci giorni), lui replica che non vuole più avere segreti con lei, che ha molte cose da dirle e che sarà a casa il giorno successivo. Appena chiusa la chiamata, suonano alla porta, Sidney apre e si trova davanti Rossi, che dopo essersi presentato le chiede se può farle qualche domanda.
- Guest star: Josh Stewart (detective William LaMontagne Jr.), Zach Gilford (Elias Voit), Kiele Sanchez (Sidney Voit), David Paladino (capitano Paul Ballard), Tiffany Phillips (tenente Julia Lubo), Kerry Knuppe (Ramona Havener), James Babson (Arthur Kiel), Mekhai Andersen (Henry LaMontagne), Phoenix Andersen (Michael LaMontagne), Eric Wentz (Gerald Havener)
- Note: questo episodio è diretto da A. J. Cook (Jennifer Jareau), che torna dietro la macchina da presa nella serie dopo l'episodio Il Camaleonte della quattordicesima stagione; inoltre, vi compaiono Henry e Michael, i due figli di JJ e Will, rispettivamente di quattordici e sette anni, interpretati dai reali figli dell'attrice, Mekhai e Phoenix Andersen, come successo nel corso delle precedenti stagioni.

### Soggetto Ignoto
- Arthur Kiel ed Elias Voit

### Citazioni
- "Poche cose possono aiutare una persona più che dargli delle responsabilità e fargli sapere che ti fidi di lui." Booker T. Washington (Emily Prentiss)

## Memento mori
- Titolo originale: Memento Mori
- Diretto da: Doug Aarniokoski
- Scritto da: Breen Frazier

### Trama
A Seattle, Rossi ha suonato alla porta di Voit, la moglie Sydney apre e lui dopo essersi presentato come Agente Speciale dell'FBI le chiede se può farle qualche domanda. Flashback di gennaio 2022: c'è appena stato il funerale di Krystall e Rossi se n'è andato prima perché non poteva sopportare di vedere la bara calata nella fossa; nel proprio ufficio a Quantico, piange sulla foto del matrimonio con la moglie, entra Prentiss, lui le descrive il proprio stato d'animo e lei lo conforta. Nel presente, Rossi mostra a Sydney il fermo immagine del filmato della ferramenta a Chattanooga, Tennessee, in cui compare Elias, domandandole se riconosce il marito. Lei riceve una telefonata proprio da quest'ultimo il quale le dice che l'FBI gli sta dando la caccia per colpa di un collega di lavoro, che Rossi è pericoloso e che lei deve fare in modo che se ne vada, comportandosi normalmente; Sydney allora (anche se vorrebbe che Elias le spiegasse cosa ci faceva a Chattanooga) dice a Rossi che non risponderà alle domande, lui lascia su un tavolino il proprio biglietto da visita e se ne va. Informa il resto della squadra di essere certo che Elias Voit sia "Sicarius" e chiede a Garcia di scavare su di lui, Prentiss afferma che dovranno collocarlo con sicurezza sulla linea temporale degli omicidi, altrimenti il caso resterà chiuso.
Flashback di maggio 2022: a una riunione di Alcolisti Anonimi avviene il primo incontro tra Tara e Rebecca, che si accordano per prendere un caffè insieme qualche volta. Nel presente, Voit si presenta all'improvviso nella sede FBI di Seattle, mentre la Procuratrice Generale concede 48 ore per provare che è lui "Sicarius". Tara ringrazia Rebecca per aver sostenuto la loro teoria e le chiede se potranno vedersi, scusandosi anche per il caso Herrera ; lei accetta le scuse ma risponde di no spiegando che le è stato offerto un incarico nella sede di Sacramento, quindi le dice addio. A Seattle, Rossi parla con Voit, che dichiara di essere un suo grande fan, menzionando i container e Cyrus, ma Elias nega di essere l'uomo che stanno cercando. Garcia propone di convocare Tyler Green per riuscire a confermare l'identità di Voit come assassino della sorella Alison, lui arriva accompagnato da Will (dato che l'omicidio della giovane è un vecchio caso della Polizia Metropolitana di Washington), e non riconosce Voit; Penelope crede che abbia mentito, ma lui lo ripete. Elias torna a casa dalla moglie e le racconta una storia per convincerla che devono fuggire con le figlie. Tyler, attraverso lo stratagemma di un link inviato a Rossi facendolo sembrare da parte di Garcia, localizza quest'ultimo a Seattle e prenota un volo di sola andata per quella città. Flashback del 2006, un momento tra Tyler e Alison. Sydney, in preda al panico per ciò che le ha raccontato il marito, fa scorte alimentari per la fuga; Rossi la segue all'interno del negozio e le parla di Elias, rivelandole che è uno dei serial killer più prolifici che lui abbia mai visto; lei sconvolta si allontana e va verso l'auto. La Procuratrice, informata dell'accaduto, mette Rossi in panchina per aver, a sua detta, esagerato, minacciando di togliergli il distintivo. Voit rassicura la moglie che nessuno verrà più a tormentarli. Penelope intanto è preoccupata per Tyler che non le risponde alle chiamate, Luke la prende in disparte e lei gli confessa di averlo baciato e di aver trascorso la notte con lui: il collega è colto di sorpresa e osserva che allora la situazione è davvero complicata, essendo Tyler parte materiale del caso "Sicarius"; Garcia ne è consapevole e aggiunge che non può parlarne con JJ poiché è la voce della ragione e sarebbe d'accordo con Emily, e nemmeno con Tara perché ha il cuore spezzato, dunque Luke resta l'unico.
Rossi è appostato in macchina davanti alla casa di Voit, lui se ne accorge e lo invita a entrare: Rossi gli dice che sanno che lui ha compiuto 52 omicidi, e chissà quanti altri, che gli crede quando sostiene di amare la moglie le figlie ma che sa anche che prima o poi i suoi impulsi avranno la meglio e ucciderà anche loro. C'è una colluttazione tra i due.
Flashback di agosto 2012: Elias mostra a Sydney per la prima volta la casa che ha trovato per loro, dicendole di voler passare tutta la vita con lei.
Nel presente, Rossi riprende i sensi, è legato e ferito. Tyler vede Voit andarsene da casa in auto, capisce che Rossi è con lui e lo segue. A Quantico, la BAU non ha notizie di Rossi da un po', Garcia trova il messaggio vocale recapitato a Dave apparentemente da sé stessa, in realtà da Tyler, perciò quest'ultimo è andato a Seattle per affrontare Voit; Prentiss manda Garcia, JJ e Alvez subito là sia per salvare Rossi sia per individuare Tyler, e JJ coinvolge Will. Rossi chiede a Voit di accostare per esigenze fisiologiche, e dopo essere ripartiti Elias lo porta nel punto esatto dove c'era il primo container, nella Contea di Yakima. Garcia si sente tradita da Tyler che aveva affermato di non riconoscere "Sicarius" nella foto di Voit, e anche perché si è servito di lei per far abboccare Rossi, anche se comunque è preoccupata per lui. Mentre Voit sta forse per uccidere l'agente, sopraggiunge Tyler con una pistola, vuole vendicare l'omicidio della sorella; Rossi gli ordina di sparargli, ma lo fa anche Voit e Tyler viene colpito, cadendo a terra.
Flashback febbraio 2020: poco dopo la festa di addio per Penelope in cui lei aveva accettato il suo invito, lei e Luke sono usciti a cena. Iniziano parlando della polmonite che sta circolando in Cina (che si scoprirà essere il COVID-19), poi diventa evidente l'imbarazzo di entrambi nell'essere a un appuntamento galante e scoppiano a ridere.
Nel presente, JJ, Alvez, Will e Garcia raggiungono la posizione di Tyler: lo trovano e lo soccorrono, ma lui perde conoscenza (Garcia è sconvolta e prega che non muoia). Non hanno nessuna pista sulle auto, Voit sa benissimo come scappare. Egli rinchiude Rossi sotto terra e poi manda un video alla BAU in cui è scritto che queste sono le sue regole: se lo lasceranno libero, riavranno il loro collega. L'episodio termina con gli agenti che guardano attoniti lo schermo e Rossi che grida "Aiuto".
- Guest star: Josh Stewart (detective William LaMontagne Jr.), Zach Gilford (Elias Voit), Ryan-James Hatanaka (Tyler Green), Kiele Sanchez (Sidney Voit), Nicole Pacent (Rebecca Wilson), Monnae Michaell (procuratore generale Davis), Kat Kuei Chen (Alison Green), Nicole Lynn Evans (Nicole), Julian Flamer (uomo #1), Jermaine Alexander (agente sul campo a Seattle), Allison Byrnes (madre)
- Note: nel corso dell'episodio ci sono diversi flashback: in particolare, il primo, di gennaio 2022, mostra Rossi vestito ancora elegante per il funerale di Krystall (da cui se n'è andato in anticipo) piangere sulla foto del loro matrimonio, e Prentiss che entra e lo conforta. Il secondo mostra il primo incontro tra Tara e Rebecca, avvenuto a maggio 2022 agli "Alcolisti Anonimi". L'ultimo flashback dell'episodio riguarda l'appuntamento tra Luke e Garcia, quindi i fan hanno potuto scoprire com'è veramente andata dopo che lei aveva accettato il suo invito a uscire a cena nel finale della quindicesima stagione.

### Soggetto Ignoto
- Elias Voit

### Citazioni
- "La frase latina "memento mori" si traduce "ricordati che devi morire", gli schiavi romani la sussurravano ai generali per impedire che fossero consumati dall'arroganza." (Elias Voit)

## Vicolo cieco
- Titolo originale: Dead End
- Diretto da: Glenn Kershaw
- Scritto da: Christopher Barbour

### Trama
Rossi è prigioniero di Voit/Sicarius in un container sotterraneo. Flashback del 28 febbraio 2020: Rossi e Krystall festeggiano brindando il loro anniversario di matrimonio (celebrato nel finale della quattordicesima stagione sulla CBS) nell'ufficio di lui, che si scusa per il maggiore carico di lavoro derivato dal fatto che Prentiss accetterà una promozione a Capo Sezione; JJ avrebbe dovuto sostituirla come Capo Unità, ma ha deciso di guidare la sede di New Orleans perciò la scelta è ricaduta su Rossi. Krystall gli assicura che nessuno è più adatto a quel ruolo di lui, e di essersi resa conto che soltanto poche persone sono in grado di dare la caccia ai mostri, e lui è tra queste. Nel presente, Rossi inizia a esplorare il container per cercare una possibile via di fuga. All'FBI di Seattle, JJ e Alvez forniscono agli agenti il profilo di Voit, descrivendolo come armato, molto pericoloso e intelligente. A Quantico, Prentiss è a colloquio con la Procuratrice Generale, la quale tuttavia respinge la proposta di negoziare con il serial killer, anche se servisse a salvare Rossi. Nel frattempo, Voit, in fuga, ha raggiunto con moglie e figlie una baita a Burney, California, dove dice loro che saranno al sicuro, e tiene d'occhio Rossi dalla telecamera installata nel container, che manda il video direttamente al suo cellulare; egli contatta la BAU pretendendo di parlare con il Vice Direttore Bailey, solo con lui: vuole che faccia ritirare l'avviso di ricerca emanato per lui a Polizia locale e di frontiera, e in cambio forse non farà del male a Rossi. Bailey, su suggerimento di Prentiss, gli chiede di lasciare libera la famiglia perché loro sono innocenti, ma Voit rifiuta; prima di chiudere la conversazione, menziona l'espressione "Gold Star", Bailey si irrigidisce e Prentiss lo nota. L'area in cui probabilmente si trova il container viene individuata. Bailey, Rebecca e la Procuratrice Generale discutono della "Gold Star", e la Procuratrice osserva che il fatto che un famigerato serial killer la conosca non dà una buona impressione. Penelope viene informata che Tyler (che era stato colpito da Voit nell'episodio precedente) sta per entrare in sala operatoria; si sfoga con Luke temendo che sia Tyler che Rossi possano morire, e dice di non essere certa di poter resistere ancora; lui la conforta replicando che possono farcela insieme.
Voit ha creato dei passaporti falsi per sé, per la moglie e le figlie e continua a tranquillizzare Sydney, che però è preoccupata, anche se a propria volta prova a calmare le figlie. Frugando tra gli effetti personali del marito, Sydney trova il collare di un cane di nome Moose ed è ancora più confusa; così gli dice di non fidarsi di lui e vuole sapere il vero motivo per cui stanno scappando, ma lui le risponde in modo aggressivo. Rossi, che ha intuito che una telecamera lo sorveglia, sta cercando una via d'uscita e intanto parla a Voit attraverso il video, chiamandolo con il nome di battesimo Lee per provocarlo; è in grado di disconnettere il segnale per impedirgli di vederlo e costruisce un piccolo ordigno rudimentale che fissa alla porta del container per farla saltare in aria. A Quantico, Bailey e Rebecca comunicano a Emily che in accordo con la Procuratrice lasceranno andare Voit; Prentiss è naturalmente sconcertata. Il soffitto del container è crollato per l'esplosione, seppellendo Rossi: preso dallo sconforto, si convince che morirà lì sotto non avendo la forza di spostare i detriti, e in quel momento rivede il fantasma di Krystall: le esprime quanto senta la sua mancanza e quanto non sia giusto che lei sia morta dato che si erano appena sposati; lei riconosce che è vero, non è giusto, ma lo ha accettato e anche lui dovrebbe. Krystall poi lo sprona a non arrendersi, aggiungendo di aver capito che ha smesso di fidarsi della propria squadra; Rossi vorrebbe raggiungerla nell'aldilà, ma lei gli dice che non è il suo momento di morire, bensì di lottare per vivere, e lui ritrova la forza d'animo.
Grazie alle ricerche di Garcia, si risale alla baita in California dove si sono rifugiati Voit e la famiglia, Bailey vuole essere presente credendo che "Sicarius" negozierà nuovamente solo con lui, dunque egli, Alvez, JJ e Will partono. Giunti sul posto, gli agenti circondano il perimetro della proprietà mentre Bailey bussa alla porta e Voit lo fa entrare. Prentiss riflette con Tara sulla possibilità che Bailey e Voit condividano un segreto di qualche tipo, essendosi ricordata del riferimento a "Gold Star". Nella baita, Sydney e le figlie, terrorizzate dopo aver visto Elias tirare fuori una pistola, scappano dalla finestra della camera, venendo portate in salvo dagli agenti; nel frattempo, Voit uccide Bailey a sangue freddo, poi si accorge della fuga di moglie e figlie e spara contro l'FBI, colpendo Will che però fortunatamente indossa il giubbotto antiproiettile. Alvez arresta Voit e lo portano con loro a Quantico. Tara informa Rebecca della morte del Vice Direttore e le chiede informazioni sulla "Gold Star", ma lei risponde che non può divulgarne i dettagli. JJ parla con Sydney affinché convinca il marito a rivelare il luogo dov'è rinchiuso Rossi; la strategia ha successo. Dave sta esaurendo l'ossigeno del container, rivede il fantasma di Krystall che lo esorta a fidarsi nuovamente della squadra, e finalmente lo salvano. Penelope va a trovare Tyler in ospedale (l'intervento chirurgico è andato bene): gli dice che non vuole più correre il rischio di essere ferita, perciò non possono più stare insieme, gli dà un bacio d'addio e gli augura di rimettersi. Rossi si riunisce ai colleghi a Quantico, e tutti si abbracciano; Prentiss si ferma a osservare il ritratto di Bailey che è stato appeso sulla parete dei caduti in servizio.
La scena si sposta a dopo il funerale del Vice Direttore: i membri della BAU lodano l'elogio funebre di Prentiss, JJ commenta a Will che preferisce quando non gli sparano, e Garcia e Alvez citano una frase di Emily Dickinson. L'ultima inquadratura mostra un commando di uomini armati pesantemente entrare all'Unità di Analisi Comportamentale deserta, perquisiscono gli uffici per accertarsi che non vi sia nessuno e scortano Elias Voit in sala interrogatori. Dopo pochi secondi di attesa, la maniglia della porta si abbassa ed essa inizia ad aprirsi. L'episodio termina.
- Guest star: Josh Stewart (detective William LaMontagne Jr.), Zach Gilford (Elias Voit), Gail O'Grady (Krystall Richards), Ryan-James Hatanaka (Tyler Green), Nicholas D'Agosto (vicedirettore Doug Bailey), Kiele Sanchez (Sydney Voit), Nicole Pacent (Rebecca Wilson), Allison Nordahl (Hollie Voit), Monnae Michaell (procuratore generale Davis), Mia Coleman (Harlow Voit), Mark H. Semos (FPS Leader)
- Note: questo episodio, finale della sedicesima stagione, termina con un cliffhanger, infatti lascia gli spettatori nel dubbio su chi potrebbe essere entrato in sala interrogatori da Voit e se questa persona abbia a che fare con la "Gold Star". Visto il successo di spettatori e il gradimento di questa nuova versione della serie, ne è stata ordinata una seconda stagione (che diventerà diciassettesima in totale), che la showrunner ha dichiarato sarà sempre composta di 10 episodi. Erica Messer ha aggiunto che in essa verrà svelata l'identità di chi è entrato e verrà spiegata e approfondita la "Gold Star". Inoltre, anche per la seconda stagione ci sarà molto probabilmente una trama orizzontale (ovvero che occupa l'intero arco, com'è stato per "Sicarius") affiancata ai casi di puntata. Riguardo alla morte del personaggio di Bailey, la showrunner l'ha motivata dicendo che poiché non potevano far morire uno dei membri della BAU, la scelta è ricaduta su di lui.

### Soggetto Ignoto
- Elias Voit

### Citazioni
- "L'uomo non può possedere nulla sino a quando ha paura della morte, ma a colui che non teme la morte tutto appartiene." Lev Tolstoj (David Rossi)
- "Il cuore vuole ciò che vuole, altrimenti non gli importa." Emily Dickinson (Penelope Garcia e Luke Alvez)